# Wesley Clark

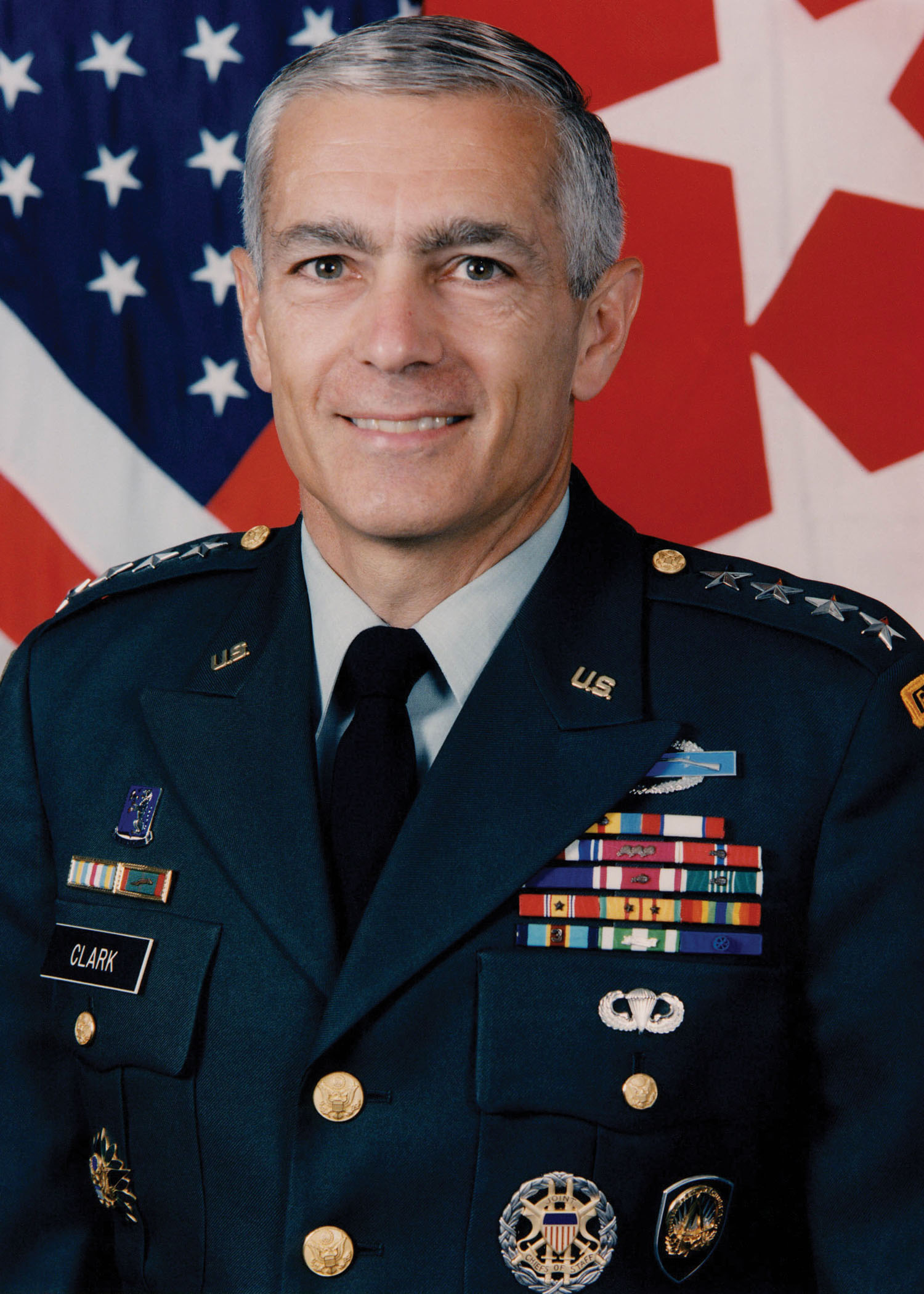
Wesley K. Clark, ca. 1997–2000

Wesley „Wes“ Kanne Clark (* 23. Dezember 1944 in Chicago, Illinois) ist ein General a. D. der U. S. Army. Als Supreme Allied Commander Europe (SACEUR) war er 1999 auch Oberbefehlshaber der NATO-Streitkräfte im Kosovokrieg. 2004 bemühte er sich um die US-Präsidentschaftskandidatur der Demokraten, gab aber nach nur mäßigen Erfolgen in den Vorwahlen auf. Er ist seit 2022 Ehrenvorsitzender der Prague Society for International Cooperation.

## Frühe Jahre
Als er knapp vier Jahre als war, starb sein Vater, Benjamin J. Kanne, der demokratischer Stadtrat von Chicago, Veteran des Ersten Weltkriegs und Jurist war. Im Alter von sieben Jahren begann er Russisch zu lernen, weil seine Familie von russischen Einwanderern abstammte und er die andere Seite des Kalten Krieges verstehen lernen wollte.
1954 heiratete seine Mutter wieder, er wurde von seinem Stiefvater adoptiert. Er wuchs als Baptist in Little Rock auf und ging auf eine öffentliche Schule.

## Militärische Laufbahn
Im Juli 1962, im Alter von 17 Jahren, ging Clark an die US-Militärakademie in West Point. Hier lernte er auch seine zukünftige Frau, Gertrude Kingston, kennen. Er schloss die Akademie im Juni 1966 ab. Als einer der besten Absolventen seines Jahrgangs konnte er sich seine erste Verwendung aussuchen und wählte die Panzertruppe. Sein Abschlussjahrgang verzeichnete die höchsten Kriegsverluste im Vietnamkrieg. Clark erhielt ein Rhodes-Stipendium und konnte am Magdalen College der Universität Oxford Philosophie, Politik und Wirtschaft studieren. Dieses Studium schloss er mit einem Master ab. Danach absolvierte er die Grundausbildung für Panzeroffiziere an der US Army Armor School in Fort Knox und danach den Army-Rangers-Kurs an der Infanterieschule in Fort Benning (heute: Fort Moore).

### Vietnamkrieg
Im folgenden Jahr kommandierte Clark eine Kompanie des 4. Bataillons, 68. US-Panzerregiment der 82. US-Luftlandedivision in Fort Riley, Kansas. Im Mai, auf dem Höhepunkt des Vietnamkrieges, wurde er nach Vietnam abkommandiert. Er war dort Generalstabsoffizier G3 (Operationen) des Hauptquartiers und der Stabskompanie der 1. US-Infanteriedivision. Im Januar 1970 wurde Clark zum Captain befördert und übernahm das Kommando über eine Panzergrenadierkompanie, A-Kompanie, 1. Bataillon, 16. US-Infanterieregiment der 1. US-Infanteriedivision.
Im Februar 1970 wurde Clark viermal von einem Scharfschützen des Vietcong getroffen. Er hatte Verwundungen an der rechten Schulter, der rechten Hand, der rechten Hüfte und dem rechten Bein. Dennoch schaffte er es, Befehle an die Truppen zu geben, die daraufhin einen Gegenangriff starteten und den Gegner besiegten. Für diese Aktion wurde er mit dem Bronze- und dem Silver Star ausgezeichnet. Clark wurde auf Anraten der Ärzte ausgeflogen, um sich von seinen Verletzungen zu erholen. Bis heute humpelt er stark, kann das aber meist mit Erfolg kaschieren.

### Weitere Laufbahn
Vom Mai bis September 1970 kommandierte Clark die C-Kompanie des 6. Bataillons, 32. US-Panzerregiment der 194. US-Panzerbrigade in Fort Knox. Danach führte er bis zum Mai 1971 das 1. Bataillon, 77. US-Panzerregiment der 4. US-Infanteriedivision in Fort Carson. Nach dieser Truppenverwendung wurde er nach Washington, D.C. versetzt und war im Büro des Generalstabschefs des Heeres als Spezialist im Entwicklungsprogramm für die Umstrukturierung der US Army zur Freiwilligenarmee.

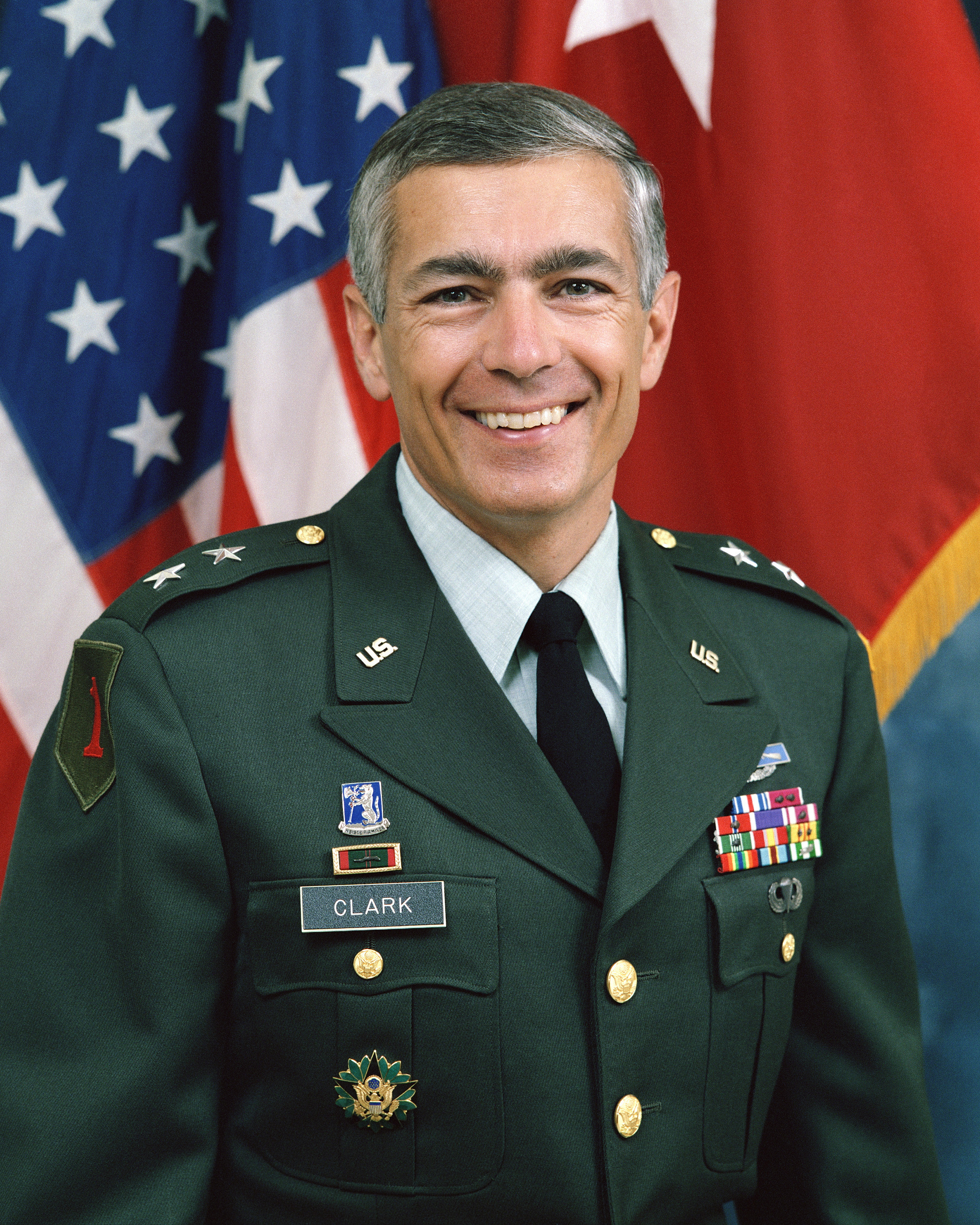
Major General Clark (1992)

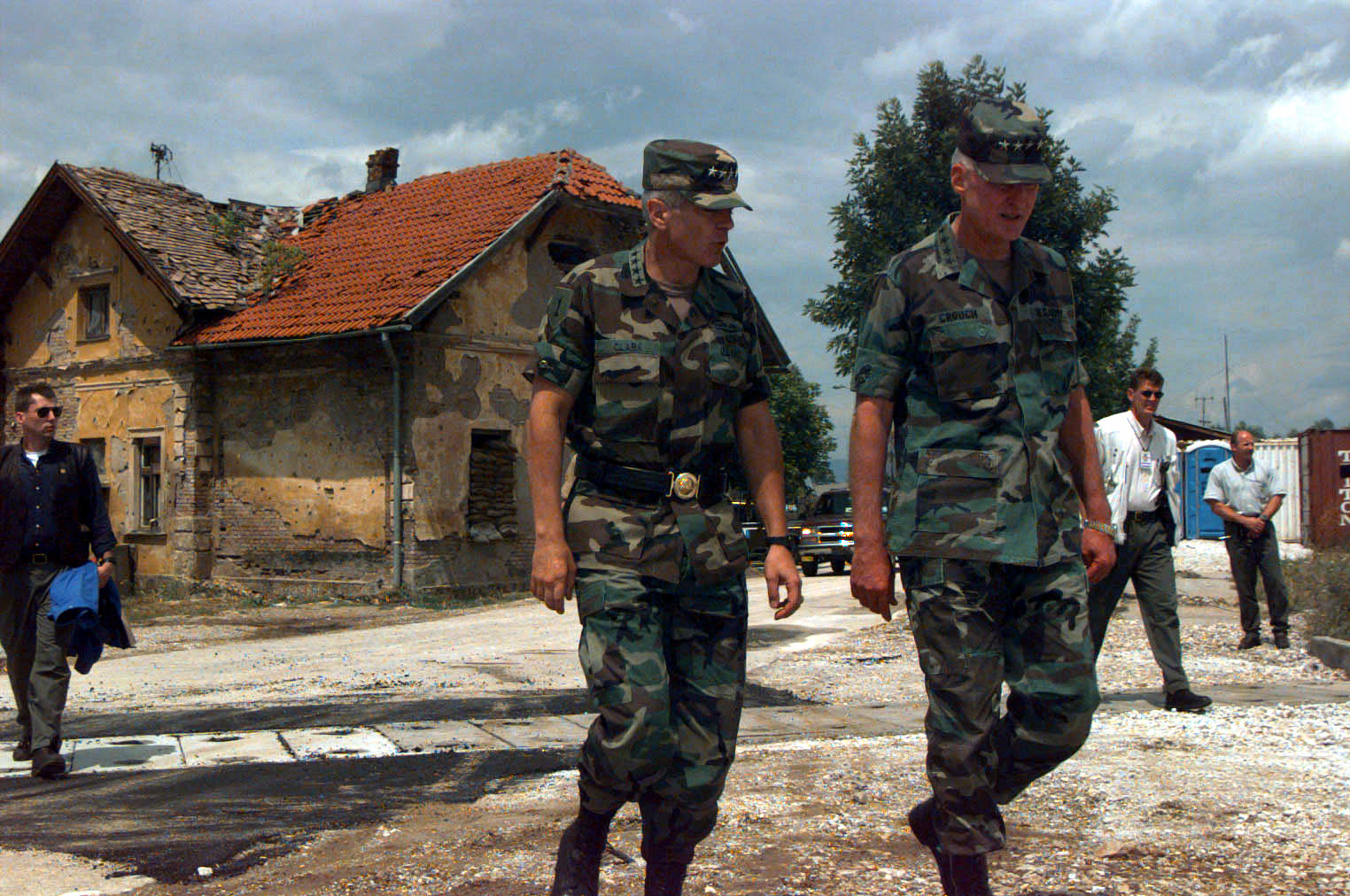
Clark (links) als neuer SACEUR mit dem SFOR-Befehlshaber General William Crouch im Juli 1997 in Bosnien-Herzegowina

Danach absolvierte er das National War College, das Command and General Staff College sowie die Weiterbildung für Panzeroffiziere, den Army-Ranger-Kurs und die Luftlandeschule. Von 1975 bis 1976 war Clark ein White House Fellow und diente als Spezialassistent des Direktors der Finanzen. Später war er Ausbilder und Assistenzprofessor für Sozialwissenschaft an der US-Militärakademie.
Nun übernahm er das Kommando über das 1. Bataillon, 77. US-Panzerregiment, 4. US-Infanteriedivision in Fort Carson, Colorado und trainierte dieses dort und in Deutschland. Er wurde Direktor des Programms für die Ausbildung zum Kampfkommando (Battle Command Training Program). Während des Zweiten Golfkriegs wurde Clark Kommandeur des US Army National Training Center und gruppierte die drei Einsatzkontingente der 1. US-Kavalleriedivision um, die dann während der Operation Desert Storm in Kuwait eingesetzt wurden. Vom Juli 1992 bis zum März 1994 führte er als Generalmajor die 1. US-Kavalleriedivision.

### Stabsverwendungen
1994 wurde Clark zum Generalleutnant befördert und Direktor (J-5) für Strategie, Planung und Richtlinien im Joint Staff. Während dieser Dienstzeit sicherte er die Zusammenarbeit der Vereinten Nationen und des US-Verteidigungsministeriums bei der Invasion von Haiti. Vom Juni 1996 bis zum Juli 1997 diente er als Kommandierender General des US Southern Command. Danach übernahm er von 1997 bis 2000 das Kommando über das US European Command und damit gleichzeitig den Posten des Supreme Allied Commander Europe (SACEUR), des Oberbefehlshabers der NATO.
Während der Jugoslawienkriege vertrat Clark 1995 unter der Führung von Richard Holbrooke das US-Militär während der Friedensverhandlungen von Dayton, die den Frieden für Bosnien und Herzegowina bedeuten sollten.

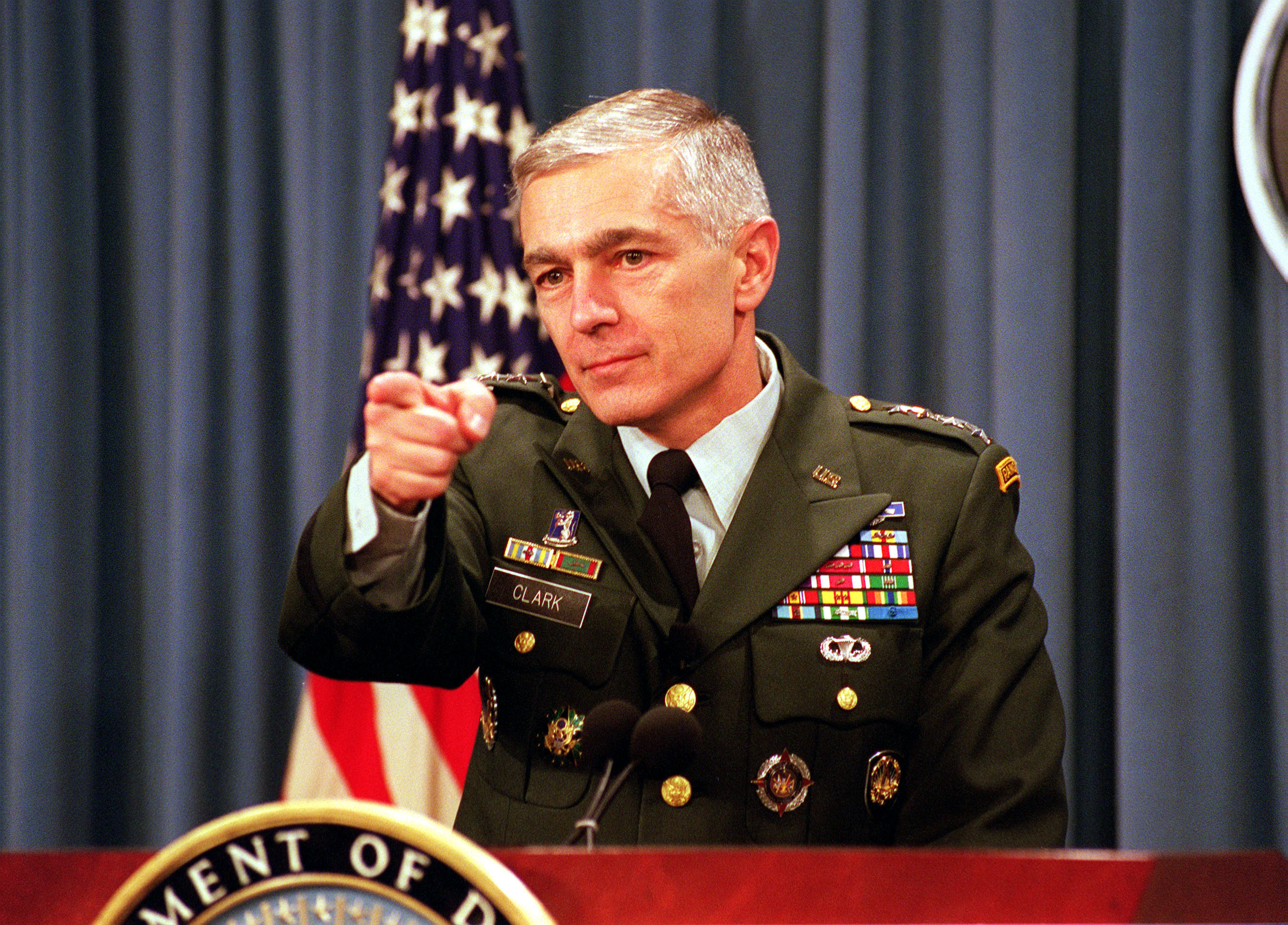
Clark während einer Pressekonferenz im Jahr 2000

Während seiner Dienstzeit als SACEUR zog sich das jugoslawische Militär nach einer 78-tägigen Bombardierung aus dem besetzten Kosovo zurück – NATO-Truppen unter Clarks Kommando bildeten schließlich die KFOR und übernahmen die Verwaltung des Kosovo. Bemerkenswert dabei waren die Vorgänge um den sogenannten 'Vorstoß nach Priština'. Im Dezember 2003 während der Verhandlung gegen Slobodan Milošević vor dem Internationalen Strafgerichtshof für das ehemalige Jugoslawien in Den Haag sagte auch Clark aus. Seine Aussage wurde jedoch von der US-Regierung vor ihrer späteren Veröffentlichung geprüft – eine Maßnahme, die bei der Aussage von Außenministerin Madeleine Albright nicht angewendet wurde. Es wurde spekuliert, dass diese Aktion der Bush-Regierung sicherstellen sollte, dass Clark nicht allzu viel Öffentlichkeit bzw. Sendezeit bekam, da er im darauffolgenden Jahr bei den Vorwahlen zur US-Präsidentschaft antreten wollte. Clarks Aussage vor dem Strafgerichtshof war erforderlich, da er in seiner Funktion als SACEUR während der Dayton-Verhandlungen mehr als 100 Stunden mit Milošević konferiert hatte.

### Entlassung
Clark wurde von Verteidigungsminister William Cohen vorzeitig aus dem Amt des SACEUR entlassen. Gründe dafür waren unter anderem sein Befehl im Juni 1999 an den britischen NATO-Kommandeur, Generalleutnant Sir Michael Jackson, die Landebahnen des Slatina-Flugfeldes bei Priština zu blockieren, um die dort nach dem Abzug der serbischen Streitkräfte im Eilmarsch eingetroffene russische SFOR-Brigade aus Bosnien zu isolieren und durch die Sperrung des Flugfeldes eine Verstärkung der russischen Truppen aus der Luft zu verhindern (siehe auch: „Vorstoß nach Pristina“). General Jackson verweigerte den Befehl mit den Worten „I'm not going to start the Third World War for you“ (dt.: „Ich werde für Sie nicht den Dritten Weltkrieg beginnen“) und verhinderte damit eine mögliche militärische Eskalation mit Russland, unterminierte jedoch auch die Kommandokette.
Hätte Jackson den Befehl ohne direkte Zustimmung aus London ausgeführt und britische Soldaten wären in bewaffnete Auseinandersetzungen mit russischen Truppen verwickelt worden, hätte er – aufgrund seiner Doppelrolle als Oberbefehlshaber der britischen Truppen – wegen Insubordination entlassen werden können. Auf der anderen Seite bedeutete, sich Clark zu widersetzen, eine Befehlsverweigerung gegenüber einem direkten Vorgesetzten. Das Ziel, die Landebahn des Flughafens zu blockieren, wurde dennoch indirekt erreicht, da verhindert werden konnte, dass Russland eine Luftraumfreigabe der Nachbarländer erhielt. Die russische Brigade musste daraufhin abziehen, da die Versorgung ihrer dort isolierten 200 Soldaten über Land nicht zu gewährleisten war.
Die Entlassung wird auch als Reaktion der US-Regierung auf Clarks offene Kritik an der Weigerung der Regierung Clinton gesehen, im Kosovokrieg Bodentruppen einzusetzen. In seinem Buch „Waging Modern War“ beschreibt Clark die Geschehnisse wie folgt: Er sei 1999 von General Hugh Shelton, dem Vorsitzenden des Vereinigten Generalstabs, per Telefon davon in Kenntnis gesetzt worden, dass Verteidigungsminister Cohen entschieden habe, ihn bereits im April, anstatt erst am Ende seiner dreijährigen Dienstzeit als SACEUR im Juli 2000 ablösen zu lassen. Clark führt aus, dass er nicht verstanden habe, warum es zu dieser Entscheidung gekommen sei. Denn der Posten des SACEUR sei eigentlich auf drei Jahre vergeben und dann meist um ein weiteres Jahr verlängert worden. Laut Clark erklärte Shelton ihm daraufhin, dass Joseph W. Ralston, der stellvertretende Vorsitzende des Vereinigten Generalstabs, der einzig mögliche Kandidat für die Neubesetzung des Postens sei. Und da seine vier Jahre als stellvertretender Vorsitzender im Februar endeten, müsse er dem Gesetz nach innerhalb von 60 Tagen einen neuen angemessenen Posten übernehmen oder Shelton müsse ihn vorübergehend zum Generalmajor zurückstufen. Daher müsse Clark seinen Posten früher verlassen – er habe ihn sowieso schon länger als der Durchschnitt innegehabt. Clark schreibt dazu in seinem Buch, er sei sich sicher, dass es legale Möglichkeiten gegeben hätte, ihn seine drei Jahre als SACEUR ableisten zu lassen. Ebenso war er sich bewusst, dass die Bemerkung mit der durchschnittlichen SACEUR-Dienstzeit nicht den Tatsachen entsprach.

## Politische und wirtschaftliche Laufbahn

### US-Präsidentschaftswahl 2004
Nach seinem Ausscheiden aus der US Army arbeitete Clark als Analytiker für militärische Fragen und internationale Beziehungen, darunter auch als Kommentator für CNN. 2002 begann er mit den Vorbereitungen auf die Präsidentschaftswahlen 2004.
Im März 2003 begann die Internetseite „DraftWesleyClark.com“ eine landesweite Kampagne, um Clark als Präsidentschaftskandidat der Demokratischen Partei zu unterstützen. Bis zum August 2003 entwickelte sich diese Kampagne beträchtlich und sammelte bis zu diesem Zeitpunkt annähernd zwei Millionen US-Dollar an Spenden für den Wahlkampf Clarks.
Am 13. August 2003 zeigte CNN einen Werbespot der Webseite und interviewte Clark. Er verneinte jegliche Verbindung zu den Unterstützungsgruppen, sagte aber, dass er erwäge, sich als Kandidat zur Verfügung zu stellen. Auch heizte er die Spekulationen mit der Aussage, er sei ein Demokrat, weiter an. Am 17. September kündigte Clark an, sich den Vorwahlen zur Präsidentschaft zu stellen. Sein Wahlkampf griff Themen wie Führerschaft und Patriotismus auf, die bei seinem Lebenslauf nahelagen. Aufgrund seiner steilen Militärkarriere sah ihn die Presse nach dem 11. September 2001 im Vergleich zum amtierenden Präsidenten George W. Bush als außenpolitisch fähiger an. Berater und Unterstützer porträtierten ihn als die wählbarere Alternative zum weiteren Kandidaten Howard Dean.
Die Kritik an Clark begann fast zeitgleich mit seinem Eintritt in den Wahlkampf. Ursprünglich als Antikriegs-General dargestellt, stolperte er schon in den ersten Tagen seiner Kandidatur. Es ging durch die Presse, dass er seine Antwort auf die Irakkriegs-Frage ändern würde bzw. zu keiner konkreten Antwort in der Lage wäre. Diese Unfähigkeit wurde von Unterstützern als fehlende Erfahrung im Umgang mit den Medien abgeschwächt. Erst im Jahr 2003 trat er der Demokratischen Partei bei. Er gab an, bei früheren Wahlen eher die republikanischen Kandidaten wie Nixon und Reagan, freilich auch die Demokraten Clinton und Gore gewählt zu haben. Jedoch war er immer ein starker Kritiker von Bushs Engagement im Irakkrieg, den Clark nicht als Teil des Krieges gegen den Terror einstufte, sondern motiviert durch den Ölreichtum des Landes und der Region. Im September 2002 warnte er in einer Aussage vor dem Streitkräfteausschuss des Repräsentantenhauses, der Irakkrieg werde von der Bush-Regierung geführt, ohne eine Strategie für den Nachkriegs-Irak und die Stabilisierung der Region zu haben. Im April 2005 erschien Clark erneut vor diesem Ausschuss, um Vorschläge für den Umgang mit der Besetzung des Irak zu machen. Mitglieder beider Parteien lobten ihn für seine weitsichtigen Voraussagen über die zu erwartenden Kosten und die außenpolitischen Konsequenzen des Krieges.
Clark wurde vom Filmemacher Michael Moore, der Sängerin Madonna sowie dem ehemaligen US-Finanzminister Robert Rubin und vielen weiteren bekannten Personen des öffentlichen Lebens unterstützt. In seinem Wahlkampf wurde das Internet verstärkt miteinbezogen. Die Seite „SecuringAmerica.com“, ein System aus Blogs und Internettools, brachte ihm im dritten Quartal 2003 rund zehn Millionen USD ein. Das waren mehr Spendengelder, als jeder andere Kandidat in derselben Zeit zusammentragen konnte.
Clark konzentrierte sich auf die Vorwahlen in New Hampshire, übersah dabei aber die „Iowa caucusses“, die vorher stattfanden und in denen sich die Politiker John Kerry und John Edwards hervortaten. Damit zogen sie die mediale Aufmerksamkeit auf sich, und Clark wurde bei den Vorwahlen in New Hampshire – nach Kerry und Howard Dean – nur Dritter. Trotz dieses Fehlschlages entschied Clark, seine Kandidatur fortzusetzen, zumindest bis zum 3. Februar 2004, als acht Vorwahlen, zumeist in den Südstaaten, stattfanden. In diesen Vorwahlen gewann er in Oklahoma, was ihn zum einzigen Kandidaten neben John Kerry machte, der in einem Bundesstaat gewann, der nicht sein Heimatstaat war. Er wurde ebenso Zweiter in Arizona, North Dakota und New Mexico, was bedeutete, dass er mehr Zweitplatzierungen als John Edwards hatte, der später Vizepräsidentschaftskandidat werden sollte. Nach dem 3. Februar reiste er durch Tennessee und Virginia – Staaten, von denen er hoffte, dass sie ihm den nötigen Aufwind geben würden, um im Rennen zu bleiben. Nachdem er jedoch in beiden Staaten bei den folgenden Vorwahlen nur Drittplatzierter wurde, gab er seine Kandidatur am 11. Februar 2004 auf. Einen Tag später kündigte Clark an, er werde John Kerry bei dessen Wahlkampf unterstützen.

### Nach 2004
Nach der Unterstützung von John Kerry beschäftigte er sich mit Spendenbeschaffung und sprach sich gegen die Bush-Regierung und deren Politik im Irak aus, schrieb ausführliche Leitartikel, erschien bei verschiedenen politischen Gesprächsrunden im Fernsehen und gründete eine Lobbygruppe namens WesPAC.
Im Juni 2005 gab der Fox News Channel bekannt, Clark als Analyst für Militär und außenpolitische Fragen engagiert zu haben. Clark vertritt die Position, dass die US-Demokratie die Gewaltenteilung wiederherstellen muss. In der Hoffnung, wenigstens eine Kammer des US-Kongresses für die Demokraten zu gewinnen, unterstützte er mit Spendensammlungen und Wahlkämpfen seit 2004 zahlreiche demokratische Kandidaten, vor allem in traditionell republikanisch dominierten Wahlbezirken.
Im September 2006 ging Clark als Senior-Mitarbeiter an das Burkle Center for International Relations an der University of California, Los Angeles. Dort will er Seminare geben und Konferenzen zur Nationalen Sicherheit moderieren. Neben Englisch spricht er fließend Spanisch, etwas Deutsch und etwas Russisch.

### Einblicke in die Pentagon-Pläne
Clark gab bei einem Interview am 2. März 2007 mit der Journalistin Amy Goodman für Democracy Now Einblicke in die Planungen des Pentagon von 2001. Im Zusammenhang mit 9/11 sprach er von einem "politischen Staatsstreich" in den USA. Schon zehn Tage nach 9/11 sei er im Pentagon informiert worden, dass Afghanistan überfallen werden solle. Sechs Wochen später erfuhr Clark bei einem weiteren Besuch im Pentagon von einem Offizier des Generalstabs, dass die Kriegspläne inzwischen erheblich ausgeweitet worden waren. Außer Afghanistan – was Clarks Billigung fand – sollten in den folgenden "fünf Jahren noch sieben weitere Staaten von den USA angegriffen und ihre Regierungen zerstört werden": der Irak, Libyen, Syrien, der Iran, der Libanon, Somalia und der Sudan. Der Stabsoffizier berief sich dabei auf ein Memorandum, das er gerade aus dem Büro von Verteidigungsminister Donald Rumsfeld erhalten habe. Daraus schlussfolgerte Clark: Jeder sollte besorgt sein wegen der "Strategie der Vereinigten Staaten im Nahen Osten". In einem Vortrag vor dem Commonwealth Club of California wiederholte er dies am 3. Oktober 2007. Es handelte sich um die Staaten Irak, Syrien, Libanon, Libyen, Somalia, Sudan und Iran.
Diese von langer Hand geplante Militärstrategie sei zustande gekommen, weil eine Gruppe Außenpolitischer Hardliner einen „politischen Staatsstreich“ durchgeführt hätten. Eine Zentrale Rolle würden dabei das Project for the New American Century (PNAC; deutsch: Projekt für das neue amerikanische Jahrhundert) spielen, eine neokonservative US-Denkfabrik, gegründet im Frühjahr 1997 mit dem Ziel, für die Führerschaft der Vereinigten Staaten zu werben. Die 2009 gegründete neokonservative Foreign Policy Initiative ist als Nachfolgeorganisation des PNAC zu sehen.

### Potenzielle Präsidentschaftskandidatur 2008
Anfangs wurde Clark als potenzieller Kandidat für die Präsidentschaftswahl 2008 gehandelt. Jedoch unterstützte er in den Vorwahlen die Kandidatur von Hillary Clinton, was eine eigene Kandidatur sehr unwahrscheinlich machte. In einem Radio-Interview, das er vor den Vorwahlen gab, sagte er dagegen noch: „Ich habe nie gesagt, dass ich nicht kandidieren würde.“ (I never said I won't run.). Bei manchen Internetabstimmungen gehörte er zu den aussichtsreichsten Kandidaten, bei allgemeinen Umfragen wurde sein Name allerdings nur von wenigen Prozent der Befragten genannt. Nach dem Rückzug Clintons aus den Vorwahlen und der Nominierung Barack Obamas rief Clark seine Unterstützer dazu auf, sich hinter Obama zu stellen.

### Tätigkeit in der Wirtschaft
Clark sitzt in zahlreichen Vorständen von Energie- und Sicherheitsfirmen, so etwa bei der international agierenden Erdgas-Firma BNK-Petroleum oder bei Envidity Inc. Außerdem ist er Vorsitzender der Lobbyistenvereinigung Growth Energy, einer Organisation, die sich die verstärkte Nutzung von Ethanol, auch als Kraftstoff mit Anteilen bis zu 15 %, zum Ziel gesetzt hat.

### Berater der rumänischen Regierung
Ab Juli 2012 arbeitete Clark als Sonderberater des ehemaligen rumänischen Ministerpräsidenten Victor Ponta in Wirtschafts- und Sicherheitsfragen. In seiner Antrittsrede hatte Clark die strategische Bedeutung des ökonomischen Potentials Rumäniens im Energie-, Rohstoff- und Landwirtschaftsbereich betont. Er erfüllte diese Aufgabe ehrenamtlich.

### Internierungslager für radikalisierte US-Staatsangehörige
Am 17. Juli 2015 sprach sich Clark in einem Interview mit MSNBC für die Internierung von „entfremdenden“ US-Staatsangehörigen, die die Vereinigten Staaten nicht unterstützen und sich „illoyal“ verhalten, in Lagern „für die Dauer des Konflikts“ aus. Dabei verwies er auf die entsprechenden Praktiken gegenüber Unterstützern von Nazi-Deutschland im Zweiten Weltkrieg und forderte entsprechende Rechtsänderungen auch in Britannien, Deutschland und Frankreich. Anlass war ein Anschlag auf ein Rekrutierungszentrum der Streitkräfte in Chattanooga, Tennessee, am 16. Juli 2015. Daraufhin wurde ihm vom Blog techdirt der Versuch einer „Rückkehr zu einem der moralisch dunkelsten Momente der Geschichte Amerikas“ vorgeworfen.

## Publikationen

### Winning modern wars (2003)
In seiner Rezension hebt Jason Burke vom Observer hervor, Clarks intelligentes und gutinformiertes Buch enthalte in seiner Analyse des Irakkriegs wertvolle militärische Einsichten etwa in die Bedeutung von Logistik und dem Zusammenwirken von Luftwaffe und Bodentruppen. Er äußere beißende Kritik an der mangelnden Planung für die Nachkriegszeit. Die zweite Hälfte des Buchs befasst sich mit seinem nachhaltigen Angriff gegen die Durchführung des Kriegs gegen den Terror. Clarks Feststellung sei richtig, dass der Unilateralismus der Regierung Bush, die Abhängigkeit von militärischer Macht, die Verachtung für das Völkerrecht und seine Institutionen ganz und gar kontraproduktiv gewesen seien und allem entgegenliefen, was Amerika groß mache. Militärische Macht, sollte das letzte Mittel sein, so Clark, und könne nur in Verbindung mit diplomatischen, sozialen, politischen, wirtschaftlichen, kulturellen und entwicklungspolitischen Maßnahmenerfolgreich sein. 
„Amerika riskiert, einzelne Schlachten zu gewinnen, sogar ganze kriegerische Unternehmungen, den Krieg selbst aber zu verlieren und sich selbst.“
Max Frankel von der NYT sieht in Clarks Veröffentlichung den zum Präsidentschaftskandidaten gewandelten Militär am Werk, der parteipolitisch gegen Bush polemisiert. Der Krieg im Irak wird insgesamt verworfen, die USA habe eine hervorragende militärische Leistung auf den falschen Krieg verwandt, statt Al-Qaida zu verfolgen, die sich in Afghanistan verteilen konnte. Innenpolitische wirtschaftliche Bedürfnisse seien vernachlässigt worden. Die Sympathie und Unterstützung der Welt nach 9/11 habe sich aufgelöst. Die Nachkriegsplanung habe versagt. Seine Strategie für das 21. Jahrhundert sah Clark 2003 in einem breiteren langfristigen Programm, zu dem der Kampf gegen die Ursachen des islamischen Terrorismus gehören wie ökonomische und politische Entwicklungshilfe für Reformprogramme im Nahen Osten.

## Auszeichnungen
Auswahl der Dekorationen, sortiert in Anlehnung der Order of Precedence of Military Awards:
- Defense Distinguished Service Medal (5 ×)
- Army Distinguished Service Medal (2 ×)
- Silver Star
- Legion of Merit (4 ×)
- Bronze Star (2 ×)
- Purple Heart
- Meritorious Service Medal (2 ×)
- Army Commendation Medal (2 ×)
- National Defense Service Medal (3 ×)
- Vietnam Service Medal
- Kosovo Campaign Medal
- Presidential Medal of Freedom
- Großkreuz des belgischen Leopoldsorden
- Großkreuz des Verdienstordens der Bundesrepublik Deutschland
- Orden des Adlerkreuzes I. Klasse[27]
- Kommandeur der französischen Ehrenlegion
- Offizier des französischen Nationalverdienstordens
- Knight Kommander of the Order of the British Empire
- Großkreuz des Ordens des litauischen Großfürsten Gediminas
- Großoffizier des Verdienstordens des Großherzogtums Luxemburg
- Marokkanischer Ouissam Alaouite (Ausprägung unbekannt)
- Großkreuz des Ordens von Oranien-Nassau
- Komtur mit Stern des Verdienstordens der Republik Polen
- Großkreuz des Ungarischen Verdienstordens
- 2000: Orden der Freiheit der Republik Slowenien in Silber
- Verdienstkreuz des Verteidigungsministers der Tschechischen Republik I. Klasse

## Verweise

### Multimedia
- https://www.pbs.org/video/barnes-and-conversation-gen-wesley-k-clark/ Fernsehauftritte – Sammlung von Video- und Audioclips und Transkripte (englisch)
- Radio-Interviews (englisch) (Memento vom 9. September 2010 im Internet Archive)